# Samaniego
|  | Per a altres significats, vegeu «Agustín de Samaniego». |

Samaniego —tant en basc com en espanyol— és un municipi d'Àlaba, de la Quadrilla de Laguardia-Rioja Alabesa.